# Sarutaiá
Sarutaiá è un comune del Brasile nello Stato di San Paolo, parte della mesoregione di Assis e della microregione di Ourinhos.